# Saison 13 d'Inspecteur Barnaby
Chronologie
Saison 12 Saison 14
Cet article présente la treizième saison de la série télévisée Inspecteur Barnaby.

## Distribution

### Acteurs principaux
- John Nettles : inspecteur Tom Barnaby
- Jason Hughes : sergent Ben Jones

### Acteurs récurrents
- Jane Wymark : Joyce Barnaby (épisodes 1, 2, 3, 4, 5, 6, 7, 8)
- Laura Howard : Cully Barnaby Dixon (épisodes 4, 8)
- Barry Jackson (en) : Docteur George Bullard (épisodes 1, 2, 3, 4, 5, 6, 7, 8)
- Kirsty Dillon : Sergent Gail Stephens (épisodes 1, 3, 4, 5, 6, 7, 8)

## Liste des épisodes
1. Meurtres sur mesure
2. L'épée de Guillaume
3. Du sang sur les éperons
4. Les fantômes de March Mania
5. La musique en héritage
6. Mort par K.O.
7. La bataille des urnes
8. Régime fatal

### Épisode 1:Meurtres sur mesure
- Grande-Bretagne : 12 mai 2010
- France : 16 janvier 2011
- Québec : 6 mai 2013 sur Radio-Canada

- James Wilby (Edward Milton)
- Gwyneth Strong (Katie Soper)
- Karl Davies (Luke Woodley)
- Maureen Beattie (Sonia Woodley)
- Philip Bretherton (Matthew Woodley)
- Sonya Cassidy (Beatrice Daniels)
- Richard Cordery (Morris Bingham)
- Nicholas Jones (Rev Moreland)
- Ian Burfield (Derek Soper)
- Pax Baldwin (Gary Soper)
- Carolyn Pickles (Wendy Minchin)
- Carolyn Backhouse (Deborah Milton)
- Nigel Williams (Gerald Woodley)
- John Draycott (Trevor Minchin)
- Brian Gwaspari (Landlord)

- Chinnor (Oxfordshire)
- Denham (Buckinghamshire)
- Flaunden (Hertfordshire)

### Épisode 2:L'épée de Guillaume
- Grande-Bretagne : 10 février 2010
- France : 30 janvier 2011
- Québec : 13 mai 2013 sur Radio-Canada

- Neil Dudgeon (John Barnaby, cousin de Tom Barnaby)
- Tim McInnerny (Hugh Dalgleish)
- Janet Suzman (Lady Matilda William)
- Saskia Reeves (Marcia Macintyre)
- Mark Gatiss (rév. Giles Shawcross)
- Brian Capron (Dave Hicks)
- Lucy Cohu (Jenny Russell)
- Rosina Carbone (Lucy Terry)
- Darren Tighe (Trent Terry)
- Colin Brummage (Richard William)
- Julia Watson (Christine Wakely)
- James Greene (Douglas Wakely)
- Billy Geraghty (Billy Russell)
- Robin Soans (Perkins)

- Brighton (Sussex de l'Est)
- Chesham (Buckinghamshire)
- Little Missenden (Buckinghamshire)
- Adwell (Oxfordshire)
- Ewelme (Oxfordshire)
- Hemel Hempstead (Hertfordshire)

- Cet épisode est marqué par la première apparition de John Barnaby (Neil Dudgeon), qui prendra la succession de son cousin Tom Barnaby dans la saison 14.

### Épisode 3:Du sang sur les éperons
- Grande-Bretagne : 8 septembre 2010
- France : 9 janvier 2011

- David Rintoul (Jack Fincher)
- Caroline Langrishe (Susan Fincher)
- Richard Harrington (Leo Fincher)
- Malcolm Storry (Silas Burbage)
- Pip Torrens (Fergal Jenner)
- Kenneth Cranham (Jude Langham)
- Emma Cooke (Faye Lennox)
- Justin Avoth (Dan Malko)
- Kika Markham (Mary Morgan)
- Daniel Ryan (Adam Burbage)

- Littleworth Common (Buckinghamshire)
- Long Crendon (Buckinghamshire)
- Rickmansworth (Hertfordshire)
- Cookham Rise (Berkshire)

### Épisode 4:Les fantômes de March Magna
- Grande-Bretagne : 22 septembre 2010
- France : 23 janvier 2011

- Danny Webb (Jeff Bowmaker)
- Aidan Gillett (Ian Kent)
- Emma Fielding (Faith Kent)
- Rupert Holliday-Evans (Adam Peach)
- Susannah Fielding (Jessica Peach)
- Jack Roth (Liam Peach)
- Suzy Aitchison (Alice Carver)
- David Sibley (John Carver)
- Christina Cole (Sarah Sharp)
- Gabrielle Lloyd (Mary Bishop)
- Tony Selby (Vic Bishop)
- Victoria Lennox (Ghost walk tourist)

- Fingest (Buckinghamshire)
- Rockwell End (Buckinghamshire)
- Cholsey (Oxfordshire)
- Great Haseley (Oxfordshire)

### Épisode 5:La musique en héritage
- Grande-Bretagne : 6 octobre 2010
- France : 6 février 2011

- James Fox (Sir Michael Fielding)
- Sylvestra Le Touzel (Miriam Fielding)
- Frances Barber (Constamce Fielding)
- Lydia Wilson (Zoe Stock)
- Ian Puleston-Davies (Terry Stock)
- Janet Dibley (Dawn Stock)
- Michael Maloney (Simon Sharp)
- Katherine Press (Francesa Sharpe)
- Matthew James Thomas (Orlando Guest)
- Richard Fleeshman (Benedict Marsh)
- Clifford Rose (Fr Conor Gregory)
- Tristram Wymark (Gordon Pope)
- Nadia Cameron-Blakey (Penelope Guest)
- Harry Myers (Jonas Slee)
- Elizabeth Bell (actrice) (Sister Agnes)
- Stephanie Jacob (Middle aged woman)
- inconnu (Molly)
- inconnu (Waite)

- Parmoor (Buckinghamshire)
- Stratfield Turgis (Hampshire)
- Rickmansworth (Hertfordshire)
- Dorchester (Oxfordshire)

### Épisode 6:Mort par K.O.
- Grande-Bretagne : 13 octobre 2010
- France : 13 février 2011

- Kevin McNally (Gerald Farquaharson)
- Matthew Douglas (Sebastian Farquaharson)
- Daniela Denby-Ashe (Camilla Farquaharson)
- Michelle Fairley (Iris Holman)
- Ken Bones (Giles Braithwaite)
- Glen Murphy (Frank Bishop)
- Camille Coduri (Grace Bishop)
- Phil Daniels (Teddy Molloy)
- Henry Garrett (John Kinsella)
- Deirdre Mullins (Libby Morris)
- Tony Barton (Ronnie Milsom)
- Daniel Llewelyn-Williams (Ken Tuohy)
- Rob Cooper (Kinsella's Opponent)

- Hurley (Berkshire)
- Latimer (Buckinghamshire)
- Little Marlow (Buckinghamshire)
- Loosley Row (Buckinghamshire)
- Oxford Airport (Oxfordshire)
- Loseley Park (Surrey)

### Épisode 8:Régime fatal
- Grande-Bretagne : 2 février 2011
- France : 27 février 2011

- Geraldine James (Miranda Bedford)
- Jason Durr (Luke Archbold)
- Oliver Mellor (Julian Woodley)
- Sally Giles (Natasha Fox)
- Lesley Manville (Phoebe Archbold)
- Angus Barnett (Kenny Pottinger)
- Ronni Ancona (Kitty Pottinger)
- Shaun Dingwall (Carter Smith)
- Miles Richardson (Dr Giles Danby)
- Gemma Dyllen (Florence)
- Kimberley Nixon (Angela 'Cloud' Danby)
- Eric Carte (Clarky)
- Sophie Dix (Janet Smith)

- Great Missenden (Buckinghamshire)
- Langley Park (Buckinghamshire)